# كأس السوبر الإسباني 2001
كأس السوبر الإسباني 2001 بطولة كرة قدم إسبانية من مبارتين أقيمت يومَي 19 و22 أغسطس 2001 بين ريال مدريد، بطل الدوري الإسباني 2000–01
ونادي ريال سرقسطة بطل كأس ملك إسبانيا 2000-01.

## تفاصيل المباراتين

### مباراة الذهاب
| ريال مدريد   | 1-1   | ريال سرقسطة |
| ------------ | ----- | ----------- |
| كونسيساو 54' | تقرير | يوردي 79'   |

| ريال مدريد | ريال سرقسطة |

### مباراة الإياب
| ريال سرقسطة | 3-0   | ريال مدريد          |
| ----------- | ----- | ------------------- |
|             | تقرير | راؤول 74'، 81'، 89' |

| ريال سرقسطة | ريال مدريد |